# Dobunabaa
Dobunabaa is een geslacht van vliesvleugeligen uit de familie Pteromalidae. De wetenschappelijke naam van dit geslacht is voor het eerst geldig gepubliceerd in 1988 door Boucek.

## Soorten
Het geslacht Dobunabaa is monotypisch en omvat slechts de volgende soort:
- Dobunabaa flava Boucek, 1988